# (12368) Mutsaers
(12368) Mutsaers ist ein Asteroid des inneren Hauptgürtels, der am 7. Februar 1994 von dem belgischen Astronomen Eric Walter Elst am La-Silla-Observatorium der Europäischen Südsternwarte in Chile (IAU-Code 809) entdeckt wurde. Unbestätigte Sichtungen des Asteroiden hatte es schon vorher gegeben: am 1. April 1976 (1976 GK) am Krim-Observatorium in Nautschnyj und im Juli 1991 am La-Silla-Observatorium (1991 NU7).
Der Asteroid wurde am 9. März 2001 nach der niederländischen Malerin und Autorin Charlotte Mutsaers (* 1942) benannt. Der Vorschlag für die Benennung kam von E. W. Elsts Onkel J. Geerts.